# Monument aux héros nationaux
Le Monument aux héros nationaux, aussi appelé mémorial aux héros nationaux ou rond point des martyrs, est un monument symbolique situé à Ouagadougou au Burkina Faso. 
Construit en 2008, il est dédié aux personnalités et martyrs qui ont marqué l’histoire du pays par leur engagement patriotique et leur sacrifice pour l’indépendance, la paix et la démocratie. Symbole de la résilience du peuple Burkinabè, il est considéré comme l’un des monuments les plus importants et l’un des plus imposants du Burkina Faso.

## Historique

### Création
Le projet de cet édifice viendrait de la journée nationale de pardon (JNP) célébrée le 30 mars 2001 sur fond de tensions politiques. Date à laquelle Blaise Compaoré Chef d'Etat d'alors, promet la construction de deux édifices: un monument dédié aux héros nationaux et un mémorial pour les martyrs. Le 30 mars 2002, le premier ministre Paramanga Ernest Yonli  pose la première pierre du monument aux héros nationaux au quartier résidentiel Ouaga 2000,.   
Le mémorial est réalisé par l’agence Architectes et ingénieurs conseils (AIC), une entreprise burkinabè. Les travaux durent  7 années, de 2002 à 2008 et coûtent 2,5 milliards de francs CFA.   
Le monument aux héros nationaux est construit en hommage aux figures historiques qui ont contribué à la lutte pour l’indépendance et la souveraineté du Burkina telles que Daniel Ouezzin Coulibaly, Philipe Zinda Kaboré, Nazi Boni et Thomas Sankara, etc,. Il n'est, à l'origine, qu'un monument décoratif avant sa restauration en 2014.   

### Restauration
L'insurrection populaire des 30 et 31 octobre 2014 met fin au pouvoir de Blaise Compaoré après 27 années de pouvoir. Cet événement marque le deuxième soulèvement populaire du Burkina après la révolution de 1987. Un gouvernement civil de transition qui doit conduire aux élections s'installe avec à sa tête Michel Kafando. En 2015, le générale Gilbert Diendéré fait une tentative de coup d'Etat  contre cette transition mais se heurte au peuple et à la pression internationale. Le pouvoir est remis aux civils[réf. nécessaire]. 
Le mémorial est restauré à la suite des événements de 2014 et 2015 qui ont fait 42 mort et plus de 900 blessés. Le gouvernement de transition décide de rendre hommage aux victimes de l’insurrection populaire en leur dédiant le monument des héros nationaux. Aux héros historiques, s'ajoutent donc les martyrs de l'insurrection.  
Cette reconnaissance se manifeste par une stèle commémorative érigée en hommage aux victimes. La stèle en question est formée de deux poings fermés levés vers le ciel symbole d’union, de force et de révolte. Ces deux mains représentent celle d’un homme et l’autre celle d’une femme. L’étoile du drapeau du Burkina est gravée sur la stèle ainsi que les noms des victimes. La première commémoration se tient le 31 octobre 2015. Chaque anniversaire de l'insurrection, une cérémonie de dépôt de gerbe y est organisée,. Depuis lors, la place du monument des héros nationaux est devenue le lieu de plusieurs manifestations politiques, civiles et même culturelles telle que les rencontres musicales africaines. 

## Localisation
Le monument des héros nationaux est situé à Ouaga 2000 au secteur 53 de Ouagadougou sur le boulevard Moammar Kadhafi, non loin du palais présidentiel de Kosyam. 

## Description et symbolique
Le monument mesure 55 m de haut  et pèse environ 8.000 tonnes, le monument des héros nationaux est constitué de deux calebasses, dont une renversée et l'autre orienté vers le haut contenant l’eau, symbole de paix et d'entente. Les deux calebasses sont protégées et portées par quatre grandes structures de 47 m chacune représentant les quatre étapes de la lutte du peuple pour : l’Indépendance, la République, la Révolution et la Démocratie.
Il abrite également le musée de l'histoire politique du Burkina Faso situé à mi-hauteur. Il est construit en forme d’anneau qui enserre les poteaux pour marquer la solidité de l’unité nationale.
Un projet de parc d'attraction était prévu autour du moment. 

### Stèle aux martyrs de l'insurrection
Une stèle dédiée aux victimes de l’insurrection populaire de 2014 et du putsch manqué de 2015 a été  érigée au pied du monument. La stèle est faite en granite de Laongo. Elle est formée de deux poings fermés levés vers le ciel symbole d’union, de force et de révolte. Ces deux mains représentent celle d’un homme et l’autre celle d’une femme portant un bracelet. L’étoile du drapeau du Burkina est gravée sur la stèle ainsi que les noms des victimes,. 

#### Liste des victimes de l'insurrection de 2014
28 personnes ont été tuées pendant l'insurrection. La liste ci dessous donne des détails sur ces martyrs.
1. Abdouramane Boubacar, né le 1er janvier 1968, mécanicien, laisse derrière lui une femme et six enfants ;
2. Aouedri Ouédidoua, né le 13 mars 1970, propriétaire de garage, laisse derrière lui une femme et trois enfants ;
3. Belem Abdoul Moubarak, né le 6 janvier 1996, aide-plombier, célibataire ;
4. Béré Inoussa, né le 11 novembre 1992, aide-cuisinier, célibataire ;
5. Bouda Saïdou Wendpouiré, né le 11 décembre 1999, élève, célibataire ;
6. Bonsa Saïdou Mahamadou, né le 6 septembre 1993, apprenti-tailleur, célibataire ;
7. Cissé Boubacar, né en 1983, cultivateur, laisse deux femmes et quatre enfants ;
8. Derra Issaka, né le 11 décembre 1999, élève, célibataire ;
9. Hama Boubacar, né en 1987, cultivateur, laisse une femme et un enfant ;
10. Hamadi Mahamoudou, né le 1er janvier 1983, laisse une femme et cinq enfants ;
11. Ilboudo Ablassé, né le 31 décembre 1982, commerçant, laisse une femme et deux enfants ;
12. Kabré Tibo Amidou, né le 25 juillet 1968, laveur de motos, laisse une femme ;
13. Kalmogho Albert, né le 1er août 199à, gérant de buvette, célibataire, laisse un enfant ;
14. Kambiné Joséphine, née le 30 juillet 1986, élève, célibataire ;
15. Karambiri Gaston, né le 31 décembre 1977, laisse une femme et un enfant ;
16. Koanda Rasmané, né le 1er janvier 1973, commerçant, laisse deux femmes et six enfants ;
17. Fofana Mariam, née le 31 mars 1980, commerçante, laisse un mari et quatre enfants ;
18. Ouédraogo Ousmane, né le 25 juillet 1989, étudiant, célibataire ;
19. Ouédraogo Salifou, né le 31 décembre 1942, professeur à la retraite, laisse une femme et deux enfants ;
20. Ouédraogo Saïdou, né en 1997 ;
21. Ouoba Fabrice, né le 2 septembre 1983, artiste-musicien, célibataire ;
22. Sama Issa, né le 6 octobre 1997, apprenti-mécanicien, célibataire ;
23. Sawadogo Abdoul Rachid, né le 31 octobre 1996, élève, célibataire ;
24. Sérémé Landry ;
25. Tondé W. Jacob, né le 14 septembre 1984, étudiant, célibataire ;
26. Traoré Ousmane, né le 15 avril 1971, vulcanisateur, laisse une femme et un enfant ;
27. Wango Issouf Kibsa, né le 1er janvier 1979, commerçant, laisse une femme et trois enfants ;
28. Ouoba Amadou, né le 1er janvier 1980, cultivateur, laisse deux femmes et six enfants.

## Confusion
Le monument aux héros nationaux situé à Ouaga 2000 ne doit pas être confondu avec le mémorial des martyrs situé au quartier Tampouy de Ouagadougou. Bien que les deux monuments aient été construits la même année en 2002,, il s'agit de deux édifices distincts. Le monument aux héros nationaux est aussi appelé le rond point des martyrs.   